# ВЗД-3М
ВЗД-3М — радянський механічний підривач уповільненої дії.

## Тактико-технічні характеристики
- Тип - Механічний з металоелементом
- Маса (неспорядженого) 29 г
- Діаметр 13 мм
- Довжина (із запалом МД-5М) 114 мм
- Час уповільнення – від 15 хвилин до 360 год
- Температурний діапазон застосування ±40"С

## Устрій
Підривач ВЗД-3М складається з корпусу з кришкою, ударного механізму з сповільнювачем (металоелементом) і запалу МД-5М або МД-2.
Корпус має на одному кінці внутрішню різьбу для загвинчування запалу, а на іншому кінці — зовнішню різьбу для накручування кришки і внутрішню для кріплення ударного механізму.  Зовні на корпусі є дві проточки.  При використанні підривника з міною МПМ у верхню проточку встановлюється гумове кільце, а в нижню входить пружинний фіксатор міни.
Ударний механізм складається з ударника з різаком, закріпленим на кінці штока ударника, бойової пружини, втулки, чеки, металоелементу та ковпачка. Чека, проходячи через отвори у втулці та штоці ударника, утримує ударник у зведеному положенні. Ковпачок утримує металоелемент у прорізі втулки. У дні ковпачка є отвір, через який можна перевірити наявність металоелементу. Кожен підривач комплектується чотирма металоелементами різної товщини з різним часом уповільнення, з різним забарвленням одного з кінців. Металелемент №6 встановлений у підривач на заводі.  Інші три металоелементи в паперовому пакеті вкладені в корпус кожного підривача з боку різьби під запал.
Після висмикування чеки різак під дією бойової пружини перерізає металоелемент.  Після перерізання металоелементу ударник звільняється і наколює жалом капсуль-запальник запалу, викликаючи його вибух.